# Hiroshi Koyama
Pour les articles homonymes, voir Koyama.

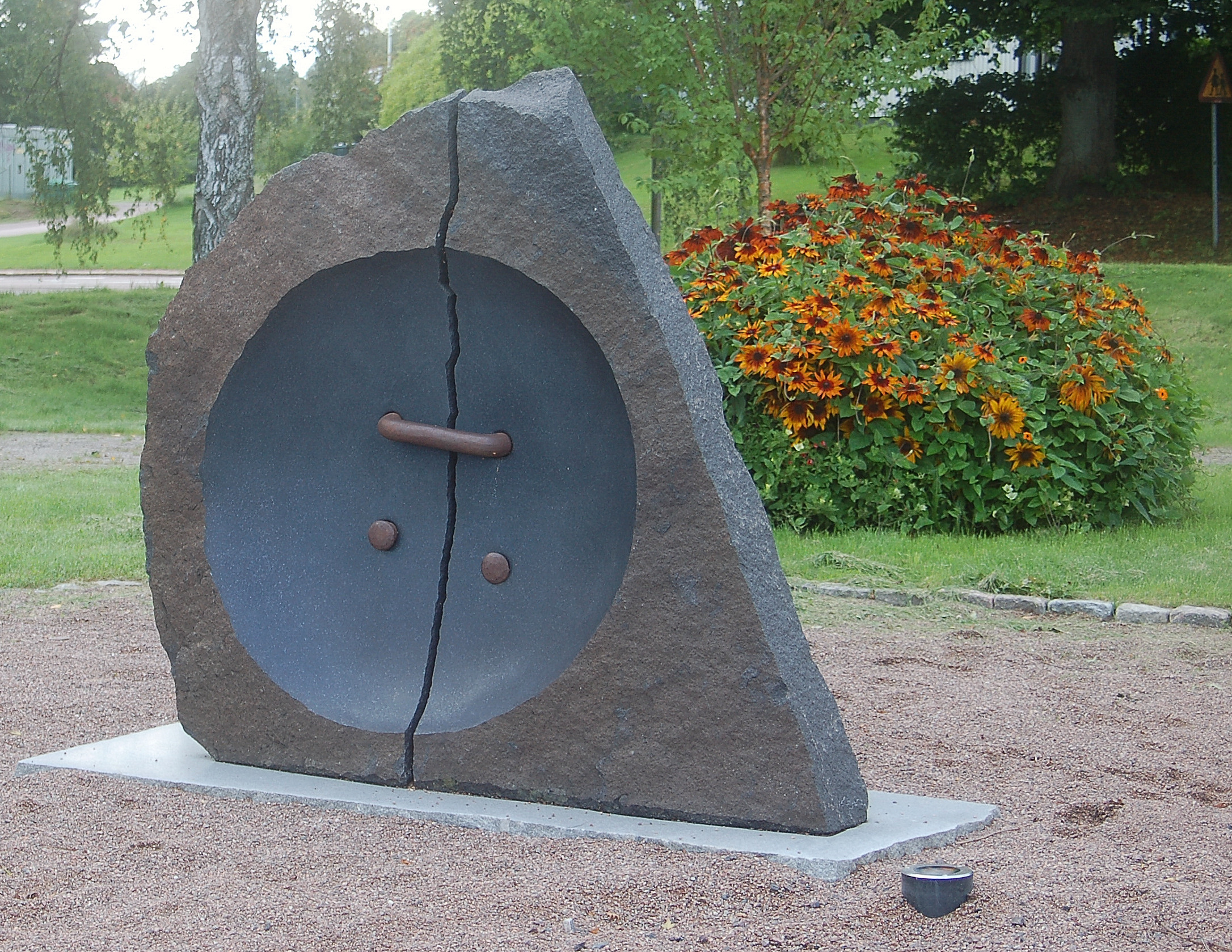
Bouton noir à l'extérieur de la gare d'Edsvalla.

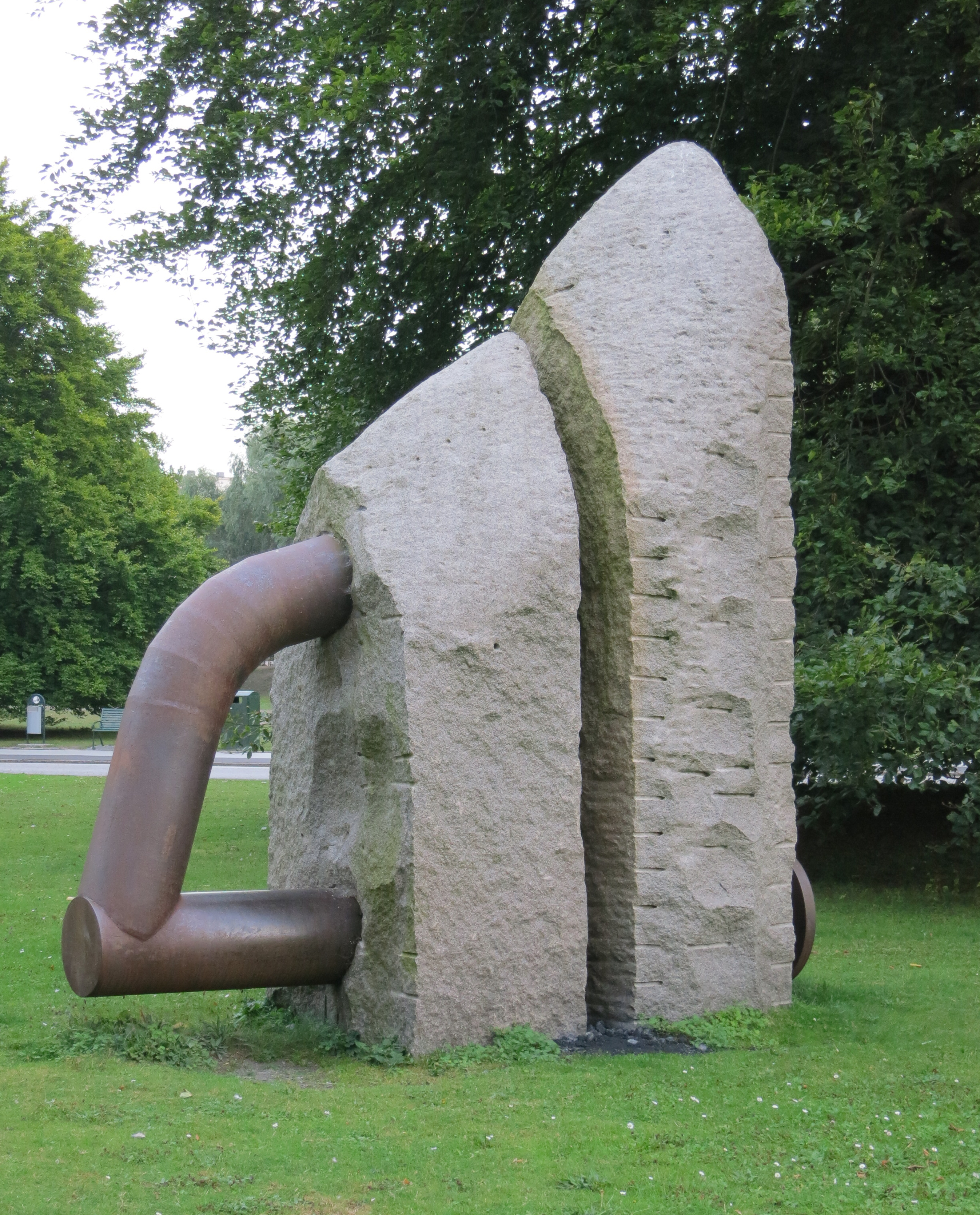
Le fer à repasser au Pildammsparken à Malmö.

Hiroshi Koyama, né le 9 mai 1955 à Kyoto (Japon), est un artiste sculpteur japonais-suédois.

## Biographie
Hiroshi Koyama étudie au Akashi Technical College de 1971 à 1976 et auprès du sculpteur Kinzo Nishimurai au Japon de 1977 à 1978. Il déménage en Suède en 1987 pour pouvoir travailler avec la diabase à Boalt (sv) et Hägghult.
Il a exposé, entre autres, à la Galerie Iteza à Kyoto, à la Galerie Svea à Stockholm, à la Galerie KOUKI à Paris, au musée Kristianstads, au musée Landskrona, au Konstnärshuset à Stockholm, à la galerie Weinberger à Copenhague et au musée Hallands.
Hiroshi Koyama est marié au scénographe et illustrateur Akemi Takata.

## Récompenses et distinctions
Hiroshi Koyama a reçu le Prix de la ville de Kyoto en 1982, le Prix préfectoral de Kyoto en 1984, le Längmanska kulturfonden en 1993, la Fondation Scandinavie Japon Sasakawa en 1996, la bourse Clarence et Else Blum en 2003 et le prix culturel de la municipalité d'Östra Göinge en 2011.